# Pirgula monopunctata
Pirgula monopunctata är en fjärilsart som beskrevs av Griveaud 1973. Pirgula monopunctata ingår i släktet Pirgula och familjen tofsspinnare. Inga underarter finns listade i Catalogue of Life.